# Werner Leitner (Jurist)
Werner Leitner (* 1959 in Pfarrkirchen) ist ein deutscher Rechtsanwalt und Fachanwalt für Strafrecht, spezialisiert auf die Strafverteidigung in Wirtschafts- und Steuerstrafsachen.

## Leben
Nach dem Abschluss seines Studiums der Rechtswissenschaft an der Ludwig-Maximilians-Universität München und einer Station in Chicago war Leitner zunächst als Attaché im Auswärtigen Amt in Bonn tätig. Die Diplomatenlaufbahn beendete er 1989 und begann seine Karriere als Strafverteidiger. Zunächst war er in der Kanzlei des Münchner Strafverteidigers Rolf Bossi tätig, bis er 1993 mit Kollegen eine eigene Kanzlei in München gründete. Seit 2012 führt Werner Leitner diese Kanzlei als Leitner&Partner.
Er vertrat unter anderem den FC-Bayern-Präsidenten Uli Hoeneß nach dessen rechtskräftiger Verurteilung bei der nachfolgenden Strafvollstreckung und verteidigte 1995 einen der Angeklagten im Münchner Plutoniumschmuggel-Prozess.
Leitner ist seit mehreren Jahren in der anwaltlichen Berufsgerichtsbarkeit tätig und wurde 2011 zum Vorsitzenden Richter des 2. Senats am Bayerischen Anwaltsgerichtshof (BayAGH) ernannt.
Im Juli 2014 wurde Werner Leitner von der Universität Augsburg zum Honorarprofessor für Wirtschaftsstrafrecht und Strafprozessrecht bestellt. 
Er ist Mitherausgeber und Mitglied der Redaktion der Zeitschrift Strafverteidiger Forum.

## Mitgliedschaften
Werner Leitner ist Mitglied in deutschen und internationalen Anwaltsvereinigungen. Er war Vorsitzender des Geschäftsführenden Ausschusses der Arbeitsgemeinschaft Strafrecht des Deutschen Anwaltvereins (DAV) sowie ständiger Gast im Strafrechtsausschuss des DAV und der Bundesrechtsanwaltskammer (BRAK). Auf europäischer und internationaler Ebene ist er Mitglied der International Criminal Bar (ICB) und der European Criminal Bar Association (ECBA).

## Schriften
- Strafprozessuale Zwangsmaßnahmen. C. H. Beck, München, 2007
- Videotechnik im Strafverfahren. Ein Petitum für mehr Dokumentation und Transparenz. Verlag Nomos, Baden-Baden, 2012
- Die Hauptverhandlung gegen ein Unternehmen in: Unternehmensstrafrecht, Verlag De Gruyter, Berlin, Boston, 2012
- Das Verteidigermandat und seine Inhalte als Beweisthema, StraFo 2012, 344.
- Unternehmensstrafrecht in der Revision, StraFo 2010, 323.